# Camillo Vitelli
Camillo Vitelli (Città di Castello v. 1459 - Circello, mai 1496) est un Condottiere de la famille Vitelli.

## Biographie
Camillo Vitelli est né à Città di Castello, fils de Niccolò,  frère de Paolo, Giulio, Giovanni et Vitellozzo et père de Vitello Vitelli, un autre condottiere. Il est également beau-frère de Giampaolo Baglioni . Marquis de Sant'Angelo dei Lombardi et duc de Gravina in Puglia, lors d'une bataille près de Lucera, il a utilisé des arquebusiers à cheval comme un corps d'armée pour la première fois en Italie. Il est mort à l'assaut de Circello  le 9 juin 1496.